# Sitanion
Sitanion là một chi thực vật có hoa trong họ Hòa thảo (Poaceae).

## Loài
Chi Sitanion gồm các loài: